# Global Operations
 (juillet 2017).
Si vous disposez d'ouvrages ou d'articles de référence ou si vous connaissez des sites web de qualité traitant du thème abordé ici, merci de compléter l'article en donnant les références utiles à sa vérifiabilité et en les liant à la section « Notes et références ».
Global Operations est un jeu vidéo de tir à la première personne développé par Barking Dog Studios, publié par Crave Entertainment et Electronic Arts sorti en 2002. Ce jeu s'inspire de Counter-Strike, mais en version beaucoup plus réaliste avec le choix de spécialités militaires.

## Présentation
Il y a deux campagnes: 1, le joueur joue avec les contre-terroristes (police, forces spéciales ,l'armée,) et 2, le joueur joue avec les terroristes. Les missions sont identiques pour les 2 campagnes, mais elles ne s'effectuent pas dans le même ordre et les objectifs des missions sont différents pour les deux campagnes. Pour gagner une mission, il faut que le joueur remplisse des objectifs (libération des otages, désamorçage d'une bombe, tuer ou protéger ou escorter le VIP...) pendant une durée déterminée. Il faut d'abord gagner une mission précédente pour jouer à une mission suivante. Tous les soldats savent désamorcer une bombe, mais l'expert en explosifs est plus rapide que les autres. Il est possible de communiquer avec ses coéquipiers dans le jeu, ex: appeler le médecin, dire que l'ennemi est repéré, dire que l'ennemi est tué...
Il y a en tout 13 missions dans 13 différents pays: Mexique, Tchétchénie, Canada, États-Unis, Argentine, Pérou, Ouganda, Antarticque, Colombie, Mer de Chine méridionale, Sri Lanka, Afrique du Nord, Tunnel.
Le joueur commence par choisir une spécialité, il a 6 choix:
- Commando: Le commando qui commande la troupe et a une très grande variété d'armes.
- Éclaireur : L'éclaireur qui peut détecter les ennemis et les repérés à toutes les distances.
- Artilleur: L'artilleur est un soldat armé d'une mitrailleuse puissante, c'est la principale force d'appui.
- Toubib: Le toubib est un médecin-ambulancier militaire qui soigne les soldats blessés (avant que les blessés meurent), ça lui rapporte de l'argent.
- Expert en explosifs: L'expert en explosifs peut poser ou désamorcer des bombes très rapidement et s'y connait très bien en explosifs.
- Tireur d'élite: Le tireur d'élite embusqué pouvant tirer les ennemis à longue distance.

Ensuite, le joueur doit s'armer (un couteau gratuit est disponible à tous les soldats), en achetant les armes avec son argent. Plus il tue d'ennemis, plus il gagne d'argent, mais s'il tue un coéquipier, il perd de l'argent.
Il existe 6 catégories d'armes: Assault Rifle (Fusil d'assaut), Submachine Gun (Mitraillette), Shotgun (Fusil à pompe), Sniper Rifle (Fusil de précision), Handgun (Pistolet à main) et Machine Gun (Mitrailleuse).
Le joueur peut aussi acheter des grenades (fragmentation, flash, fumigène, gaz), des viseurs, des doubles munitions, un masque à gaz, des lunettes télescopiques, des lunettes nocturnes, des lunettes infrarouges... Des gilets pare-balles sont disponibles, il y a 3 catégories: fort, moyen et faible. Les prix des armes et des accessoires varient selon leur efficacité (puissance, précision...).